# Marie Sophie Bruneel-Delva
Marie Sophie Joséphine Delva (Kortrijk, 8 november 1840 – Ieper, 28 juli 1930) was aan het einde van de 19de eeuw het familiehoofd van de prominente familie Delva-Bruneel in het Belgische Kemmel.

## Familie
Marie Sophie Delva was de dochter van Pierre Delva (1804-1883) en Sophie Catulle (1818-1887).  
Haar vader diende als voorzitter van de Rechtbank van de Koophandel en van de Kamer van Koophandel van Kortrijk.  
In 1861 trad ze in huwelijk met Louis Bruneel, een provinciaal raadslid en senator van het arrondissement Kortrijk-Ieper. Louis Bruneel maakte fortuin in de handel van guano en werd eveneens voorzitter van de Kortrijkse Kamer van Koophandel.  
Het echtpaar kreeg twee zonen, Gustave Bruneel de la Warande (1863-1932) en Hubert Bruneel (1866-1918). In 1898 verkregen Gustave en Hubert Bruneel opname in de adel.

## Levensloop
In 1880 overleed Louis Bruneel, waardoor Marie Sophie Delva de rol van familiehoofd overnam, terwijl haar oudste zoon slechts 17 jaar oud was. Correspondentie met haar zoon Gustave tonen aan hoe Marie Sophie Delva deze rol jarenlang bleef vervullen. Ze arrangeerde huwelijken voor haar beide zonen met de adellijke familie de Montpellier (de Vedrin).  
Bij het overlijden van haar vader in 1883 erfde Marie Delva een aanzienlijk vermogen, waaronder meerdere eigendommen vielen. Tegen het begin van 1885 kocht ze het kasteel gelegen langs de Reningelsstraat in Kemmel van de familie de Maulde. In 1886 bezat de familie Bruneel-Delva zo'n 76 ha grond en diverse goederen te Kemmel.  

## Dames de la Miséricorde
Marie Sophie Delva was lid van de liefdadigheidsorganisatie Dames de la Miséricorde sinds haar oprichting op 4 maart 1879. In 1889 werd ze benoemd tot raadslid. Alle leden waren dames uit de Kortrijkse burgerij die zich toelegden op het wekelijks bezoeken van arme gezinnen. Jaarlijks organiseerden ze tevens een grootschalig sermoen.
De betrokkenheid van politiek en financieel invloedrijke families bij de Katholieke Kerk moet worden gezien tegen de achtergrond van maatschappelijke veranderingen in de regio, zoals de opkomst van het socialisme en de Belgische schoolstrijd.

## Invloed op Guido Gezelle
Marie Sophie Delva onderhield een correspondentie in het Frans met de Vlaamse priester en dichter, Guido Gezelle.
Guido Gezelle werd meerdere keren uitgenodigd op haar kasteel in Kemmel, waar ze diners organiseerde voor de katholieke elite, met onder andere de aanwezigheid van Bisschop Faict.
In 1892 liet de familie Bruneel-Delva een Lourdesgrot op hun landgoed in Kemmel bouwen. Guido Gezelle schreef daarvoor het gedicht: Beevaartlied ter eere van O-L-V van Lourdes te Kemmel.  